# National Sorry Day
Il National Sorry Day, (in italiano giornata nazionale del perdono), è un evento australiano che ha luogo il 26 maggio dal 1998. Non è un giorno festivo ufficiale.
Tra il 1995 e il 1997 fu condotta un'inchiesta sull'allontanamento di bambini aborigeni australiani dalle loro famiglie, la Generazione rubata. Il resoconto finale "Bringing Them Home - Report of the National Inquiry into the Separation of Aboriginal and Torres Strait Islander Children from Their Families" fu pubblicato nel 1997. Un anno dopo la pubblicazione del rapporto, fu istituito la giornata, per rendere noti i torti commessi ai danni delle famiglie indigene e in modo tale da far cominciare il processo di risanamento. Il Sorry Day è anche in memoria dei maltrattamenti al popolo aborigeno e non solo ai bambini della “Generazione rubata”. Hanno partecipato all'evento molti politici di entrambi gli schieramenti. La celebrazione si è tenuta ogni anno fino al 2004.
Nel 2005 è stata ribattezzata National Sorry Day. In ogni caso, il nome è cambiato di nuovo nel Settembre 2005 quando il Comitato per il National Sorry Day ha deciso di reintrodurre il vecchio nome di Sorry Day.
L'ENIAR (European Network for Indigenous Australian Rights, Rete europea per I diritti degli indigeni australiani) ha organizzato dal 2005 ogni anno un evento per sottolineare l'importanza della giornata. Quello organizzato a Londra fu il primo Sorry Day tenuto fuori dall'Australia e ha cercato di aumentare la consapevolezza nel Regno Unito sui problemi degli indigeni. Questo evento comprende spettacoli e discorsi di australiani indigeni e non, nonché di cittadini britannici che hanno legami con gli indigeni australiani.